# Peterbilt 281

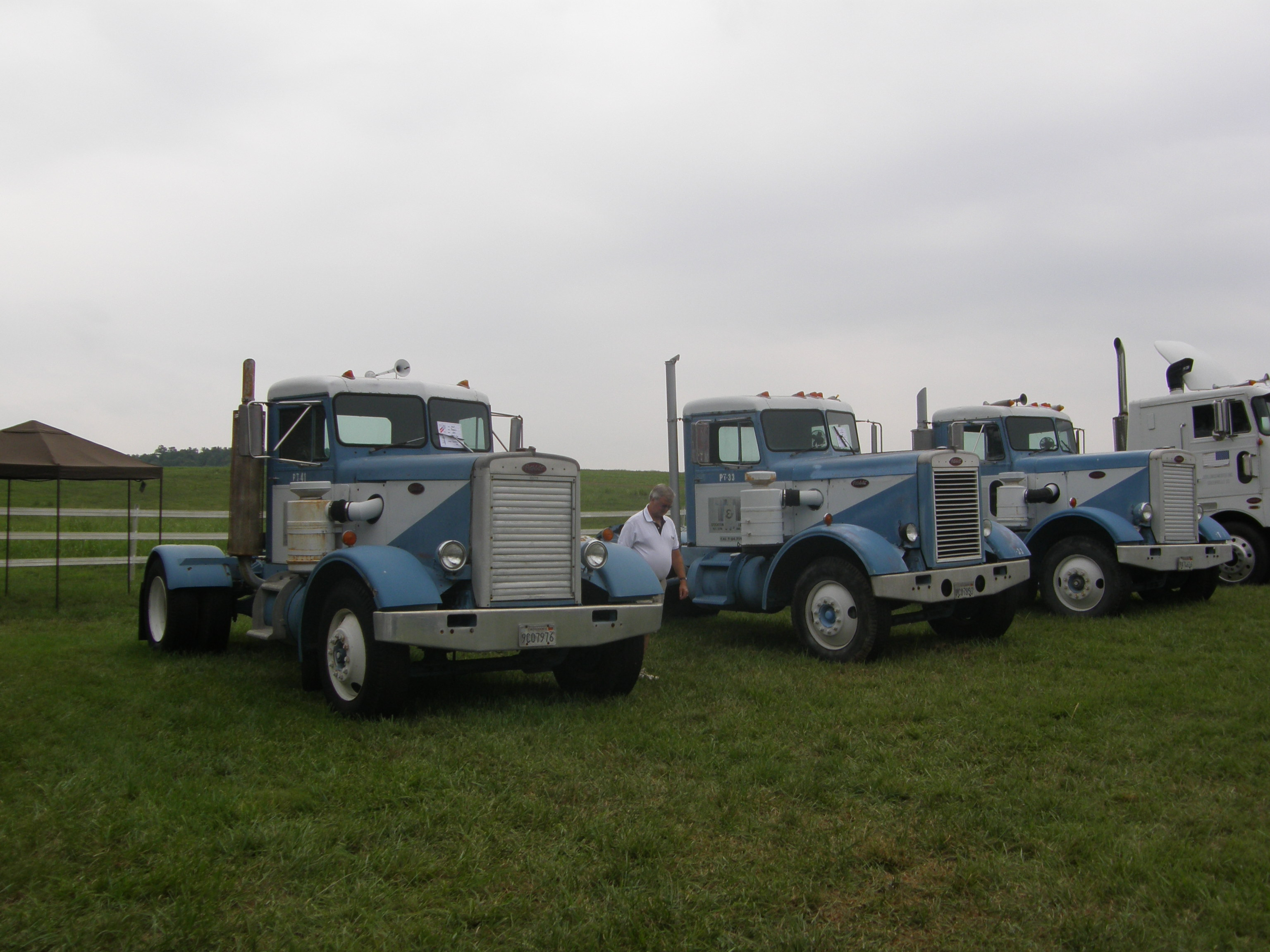
Allineamento di tre Peterbilt 281 degli anni '60.

Il Peterbilt 281 è stato un trattore stradale costruito dalla Peterbilt dal 1954 al 1976. Ci fu una serie simile, nota come 351, quasi identica alla 281, fatta eccezione per un secondo asse di trasmissione, la cui produzione proseguì anche successivamente alla dismissione della 281. Molto popolare tra i camionisti, rimase sconosciuta alla maggior parte del pubblico fino all'uscita del primo lungometraggio di Steven Spielberg, Duel, nel 1971.

## Storia ed apparizioni

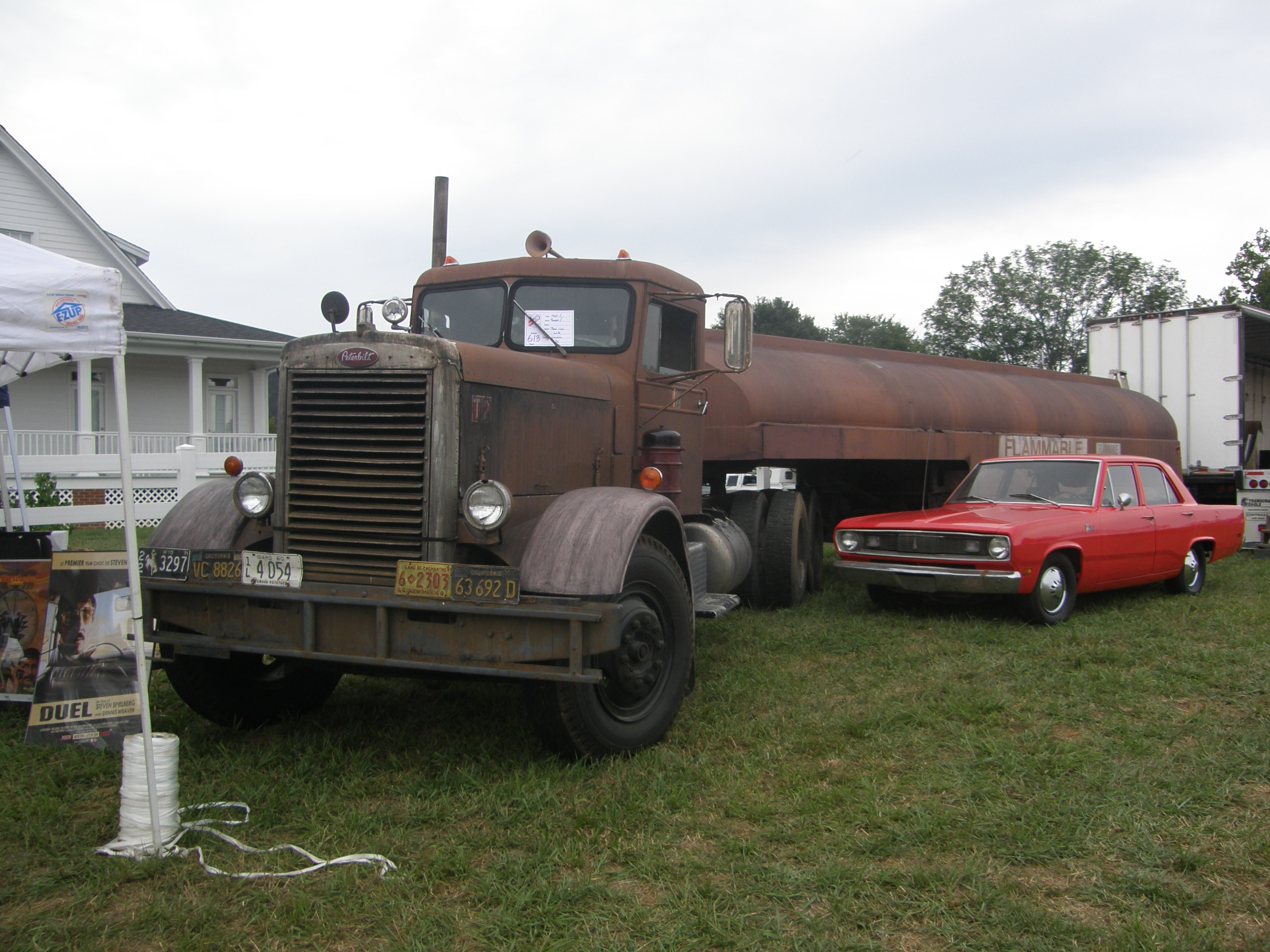
Uno dei camion utilizzati durante le riprese di Duel; è l'unico sopravvissuto, un 281 del 1960 qui ad una mostra di camion del 2010, con a fianco una Plymouth Valiant.

Il Peterbilt 281 era una serie, insieme alla 351, proveniente dalla linea di autoarticolati Peterbilt costruita a Denton, Texas, dal 1954.
Il muso sporgente e il cofano lo resero popolare tra i camionisti per il facile accesso al motore.
Le serie 281/351 furono tra le più longeve e popolari della Peterbilt. Le versioni a muso piatto furono introdotte nel 1959. La serie durò fino al 1976.

## Duel
L'uscita del primo film di Steven Spielberg Duel nel 1971 rese il 281 noto al pubblico; la trama del film è incentrata su un camionista (arrabbiato per il fatto di essere stato sorpassato) che insegue un rappresentante (Dennis Weaver) su una solitaria autostrada nelle montagne e nel deserto della California con un arrugginito e maltenuto 281. Il film rese il 281 popolare per i collezionisti grazie al suo design inquietante e misterioso. Spielberg lo scelse dopo una "audizione" di camion perché il davanti suggeriva un viso, perfetto perché il camionista non si vede mai e Spielberg voleva che il vero "cattivo" fosse il veicolo.
Per l'originale TV da 74 minuti di Duel furono acquistati tre 281/351 come stunt-car; l'originale era un 281 del 1955. Per il cinema il film fu espanso per arrivare ad almeno 90 minuti.
Spielberg comprò altri due veicoli identici al primo dopo che questo fu distrutto nella scena finale del dirupo. Il secondo era un 351 d del 1964, virtualmente uguale all'originale.
Il terzo era un 281 del 1960 da usare nel caso in cui il secondo (il cui motore mostrava già segni di cedimento) avesse smesso di funzionare; è l'unico sopravvissuto. Gli fu sostituito l'albero: tecnicamente adesso è un 351. Dopo il film, passò di mano varie volte; ora è di un collezionista di camion del Nord Carolina.
La Universal comprò poi un quarto camion, un 351, con ruote di altro tipo, usato nell'episodio del 1978 La tigre dell'autostrada della serie tv L'Incredibile Hulk. Nell'episodio furono utilizzate clip riciclate dal film originale, facendo infuriare Spielberg.